# Aarhuská univerzita
Aarhuská univerzita (dánsky: Aarhus Universitet) je dánská veřejná výzkumná univerzita v Aarhusu. Je největší a druhou nejstarší univerzitou v Dánsku. Studuje na ní okolo 38 000 studentů a založena byla roku 1928. Podle Šanghajského žebříčku (edice 2021), který se snaží hierarchizovat vysoké školy po celém světě, je 71. nejlepší světovou univerzitou a druhou nejkvalitnější v Dánsku (po Kodaňské univerzitě).
Je součástí asociace evropských univerzit Coimbra Group, dále Utrechtské sítě vysokých škol a rovněž sítě na výzkum zaměřených univerzit: „Guild of European Research-Intensive Universities“. 
Je rozčleněna na pět fakult a 27 kateder. Její součástí je i patnáct center excelence založených Dánskou národní výzkumnou nadací. Ke slavným absolventům patří informatik a tvůrce programovacího jazyka C++ Bjarne Stroustrup, politolog Bjørn Lomborg, bývalý dánský premiér a později generální tajemník NATO (2009–2014) Anders Fogh Rasmussen nebo dánská královna Markéta II.
Ke slavným pedagogům školy patřili lékař a biochemik Jens Christian Skou, nositel Nobelovy ceny za chemii nebo informatik Kristen Nygaard, mimo jiné spoluautor programovacího jazyka Simula a držitel Turingovy ceny. Dva nositelé Nobelovy pamětní cena za ekonomii, Nor Trygve Haavelmo a Američan Dale T. Mortensen, byli s univerzitou spojeni. 
V roce 2006 byl původní kampus univerzity z 30. let 20. století včetně parku a celé krajinářské úpravy vybrán mezi dvanáct nejvýznamnějších architektonických a krajinářských děl dánského kulturního dědictví a zapsán na seznam tzv. Dánského kulturního kánonu. Protože do toho exkluzivního seznamu byla zařazena také Aarhuská radnice, je město Aarhus jediné místo kromě Kodaně, které v něm má více položek.

## Historie univerzity
O vznik univerzity usilovala místní samospráva i podnikatelé již od roku 1921. Důvodem byla nejen značná vzdálenost do Kodaně, ale též velký nárůst zájmu o studium po první světové válce, takže kapacity vysokých škol v hlavním městě nestačily. Aarhuská univerzita byla založena 11. září 1928 (původně s poněkud odlišným názvem) a zpočátku měla jen desítky studentů. Výuka probíhala v zapůjčených prostorách, takže potřeba výstavby vlastního kampusu byla naléhavá. Poté, co v roce 1929 obec darovala univerzitě poměrně rozsáhlé pozemky, byla v roce 1930 vypsána architektonická soutěž.

### Původní kampus z30. let
Projekt na celý kampus univerzity společně vypracovali Christian Frederik Møller (který byl z trojice architektů nejmladší), Kay Fisker a Povl Stegmann. Částečně byli inspirováni odborářskou vysokou školou ADBG (Allgemeinen Deutschen Gewerkschaftsbundes) v Bernau u Berlína, kterou navrhl švýcarský architekt Hannes Meyer, druhý ředitel Bauhausu a kterou Povl Stegmann viděl na své studijní cestě do Německa. 
Navrhli ucelené řešení ve stylu dánského funkcionalismu, kde celý areál byl rozdělen na několik menších částí, každá byla pečlivě přizpůsobena a začleněna do místní zvlněné krajiny za pomoci dalšího architekta, kterým byl krajinářský specialista Carl Theodor Sørensen. Jejich společný návrh získal v roce 1931 první cenu v architektonické soutěži a brzy začala výstavba, jen s menšími úpravami proti vítěznému projektu (např. změna střešní krytiny). 
První budovy komplexu byly dokončeny v roce 1933. Původně v nich sídlily katedry chemie, fyziky a anatomie (později se přestěhovaly do novějších budov). Slavnostní otevření nového kampusu se uskutečnilo 11. září 1933 za účasti krále Kristiána X., královny Alexandry, jejich syna korunního prince Frederika a předsedy vlády Thorvalda Stauninga spolu s tisícovkou pozvaných hostů. Poprvé byl také oficiálně použit nový název univerzity.

### Během války a poválečná dostavba

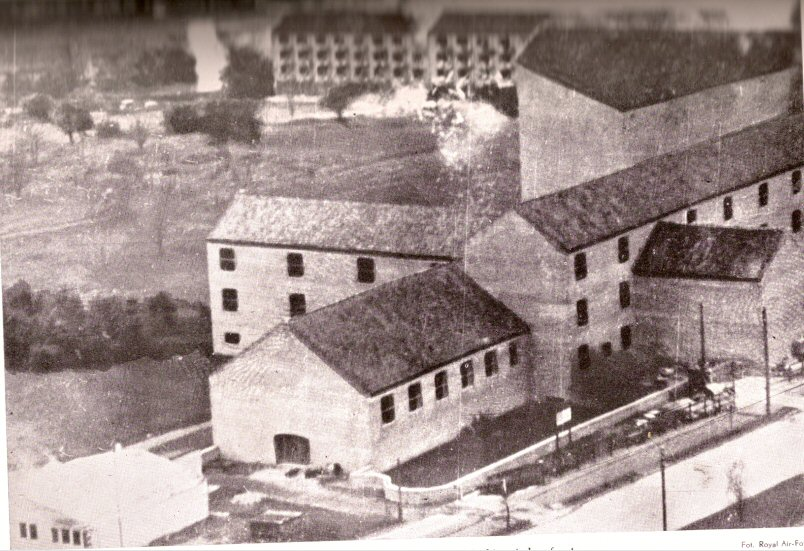
Za války v kampusu sídlo gestapo, proto ho RAF 31. října 1944 bombardovalo

Ale když se Povl Stegmann stal v roce 1937 ředitelem technické školy v Aalborgu a současně dostal na starost ještě také plánování rezidencí profesorů této střední školy, z konsorcia pro výstavbu univerzity vystoupil (a později, během okupace Dánska, byl zavražděn). Stavba dalších budov kampusu pokračovala celá 30. léta a menším tempem také po obsazení Dánska nacisty. V roce 1942 byla přerušena i spolupráce s Kayem Fiskerem a Møller tak zůstal na dokončení Aarhuské univerzity sám. V roce 1943 byla hotova většina kampusu, chyběla však rozestavěná hlavní budova. 
Møller byl přítomen na staveništi, když 31. října 1944  RAF bombardovalo univerzitní koleje, protože bylo známo, že je obsadilo ředitelství gestapa. Během útoku bomba omylem zasáhla také nedokončenou hlavní budovu. Møller byl jen lehce zraněn, ale  asi deset stavbařů zahynulo. Hlavní budova byla dokončena až po válce, v roce 1946. 
Později byly postaveny ještě některé další budovy, které C. F. Møller projektoval již sám, především budova knihovny (tzv. knižní věž z let 1960–1963) nebo budova Bartholin (1971–1974). Ale i tyto budovy cíleně navrhl tak, aby navazovaly na původní architektonický design z roku 1931 (viz Fotogalerie).

## Fotogalerie

### Původní budovy
Původní budovy vítězného projektu z roku 1931 navrhla trojice architektů Christian Frederik Møller, Kay Fisker a Povl Stegmann. Poválečné budovy ve stejném designu (zejména knihovna a budova Bartholin) navrhl již jen Christian Frederik Møller.

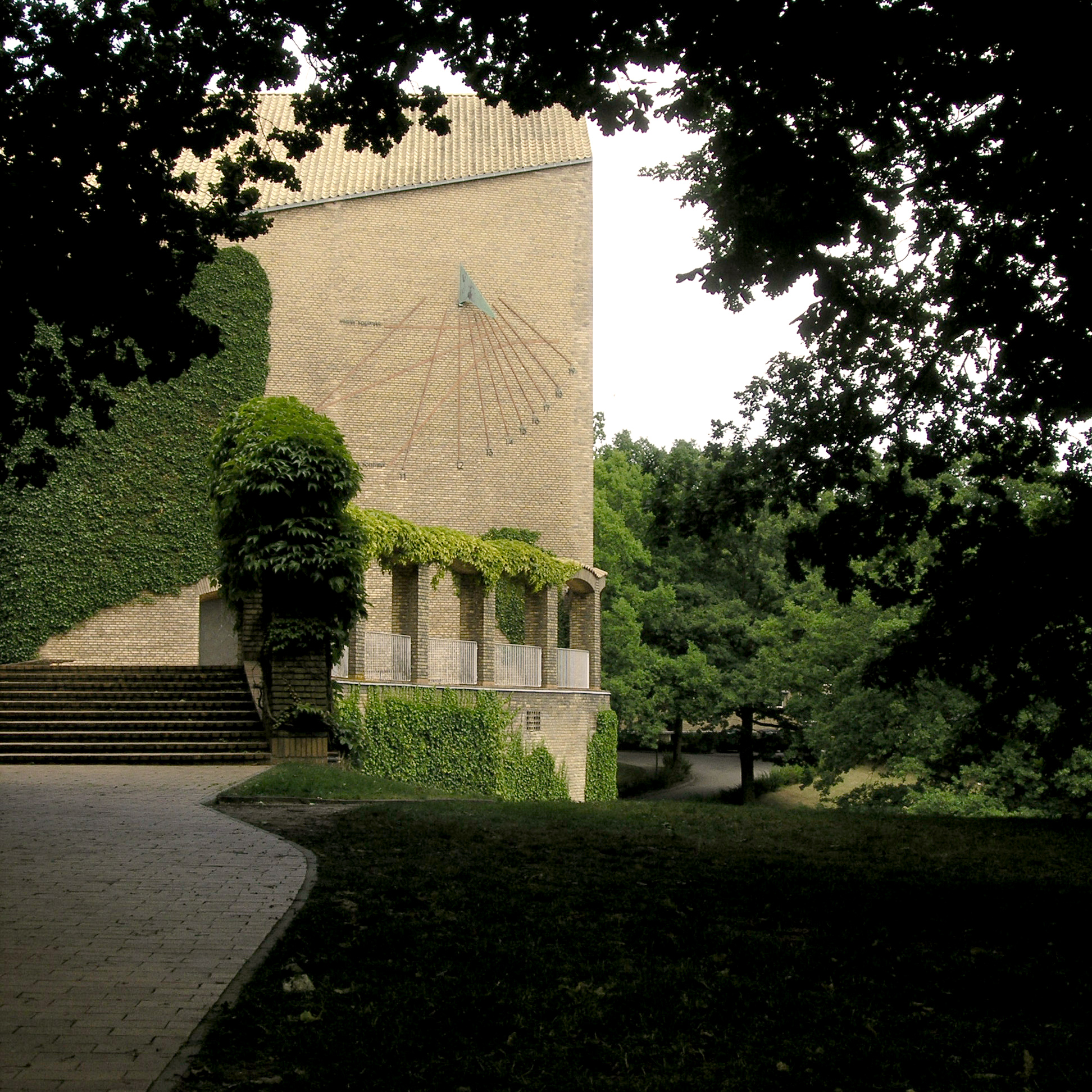
Hlavní budova (1946)
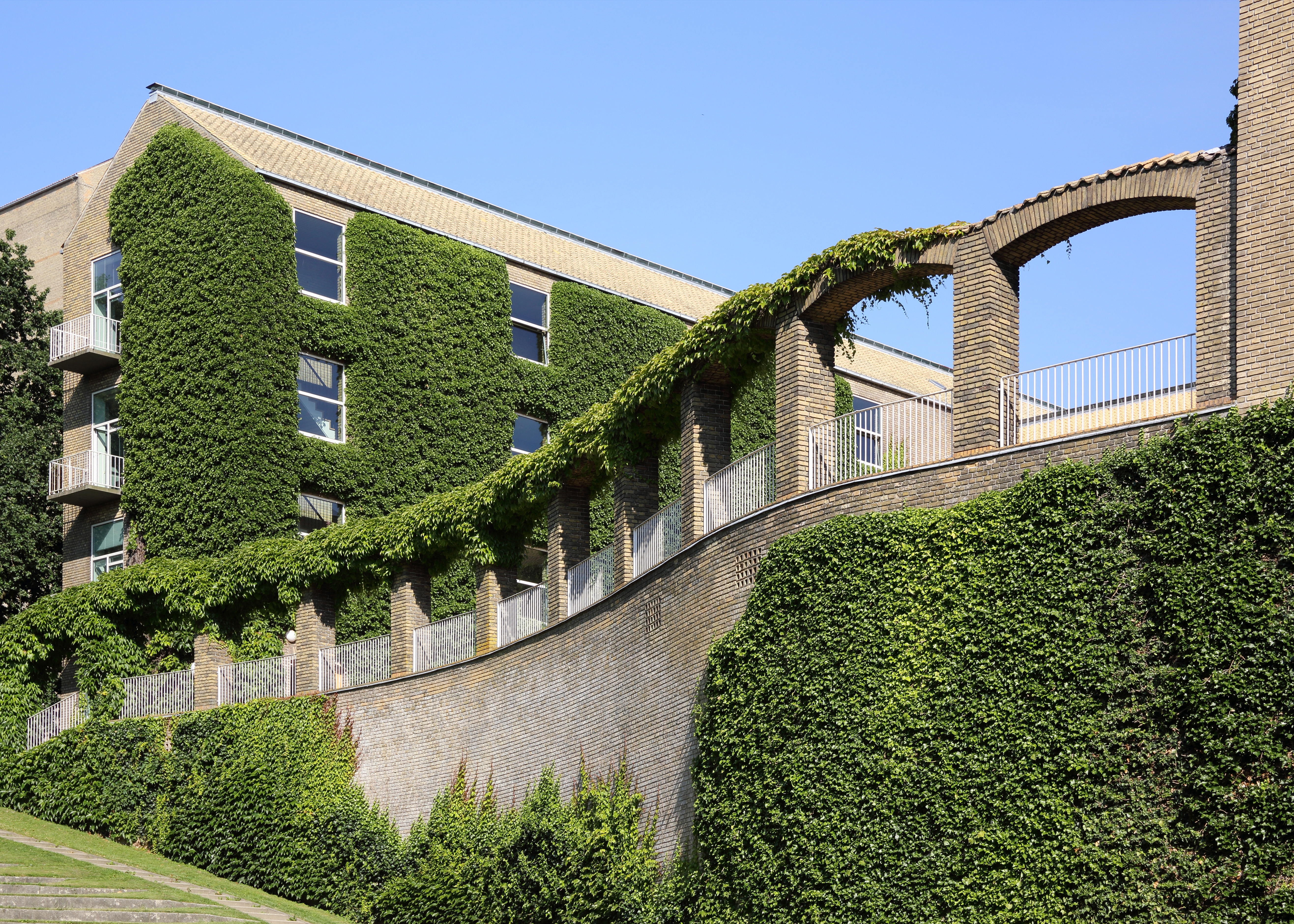
Hlavní budova, využití cihel
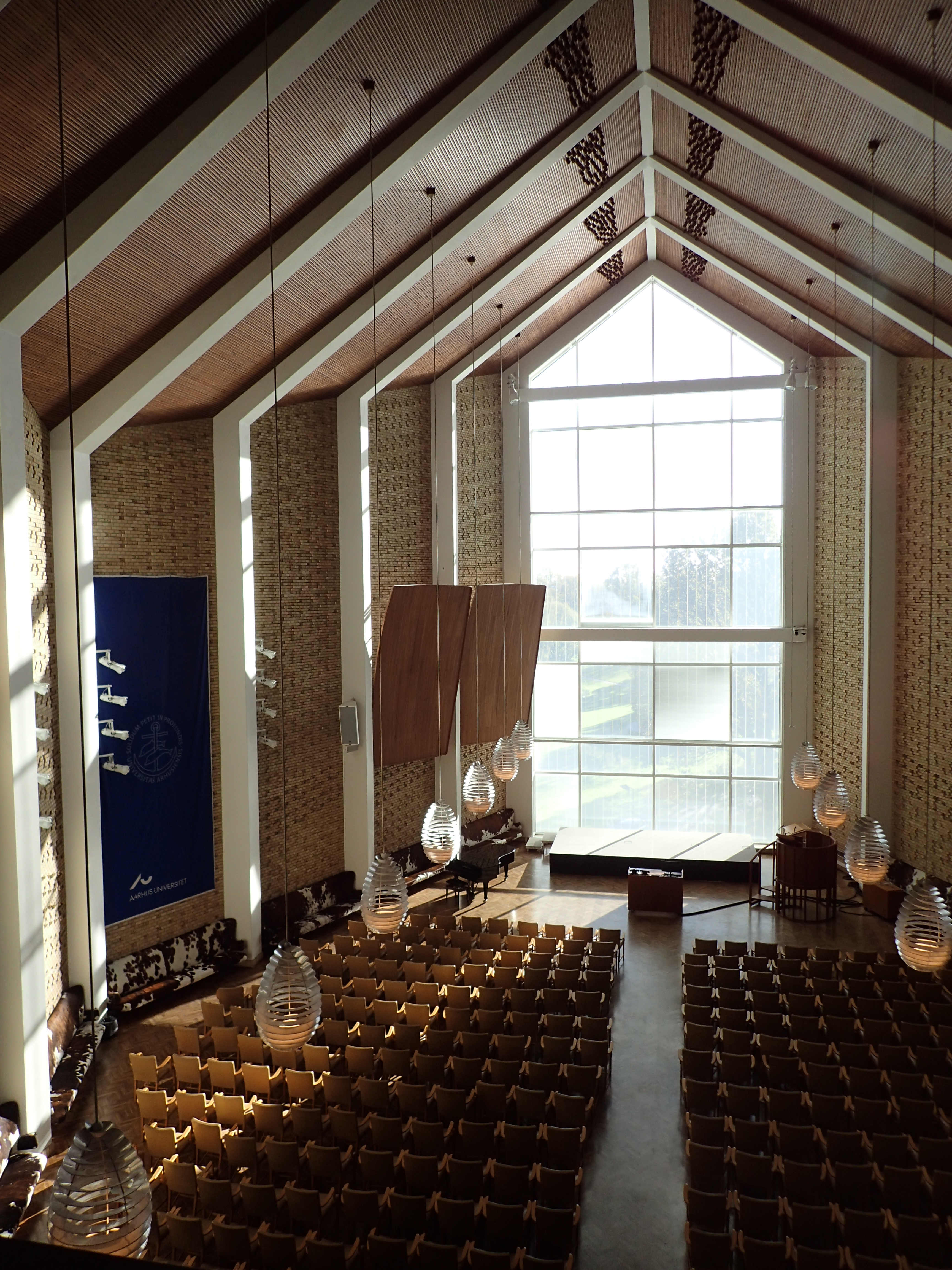
Auditorium v hlavní budově
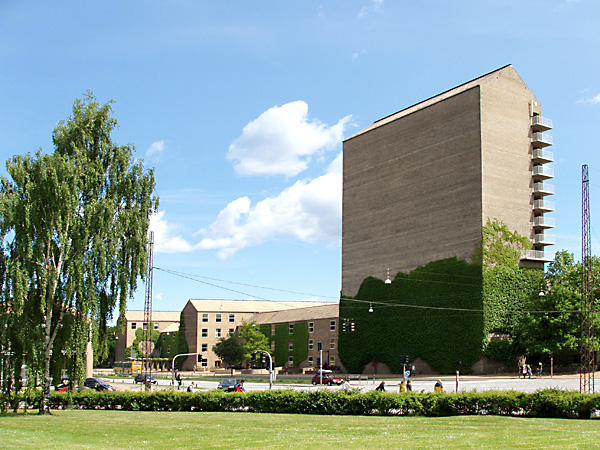
Budova knihovny (1960–1963)
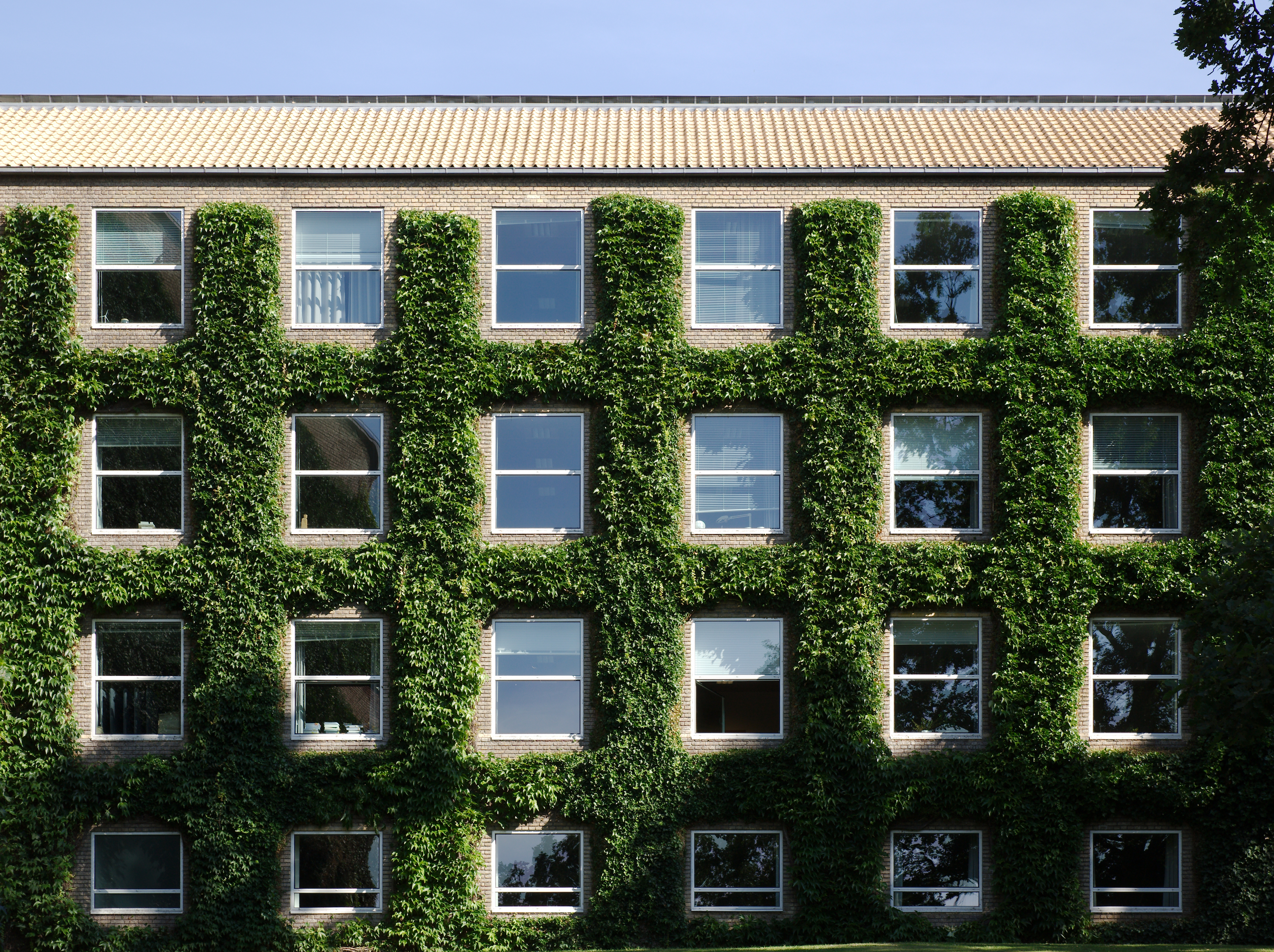
Typická fasáda univerzity
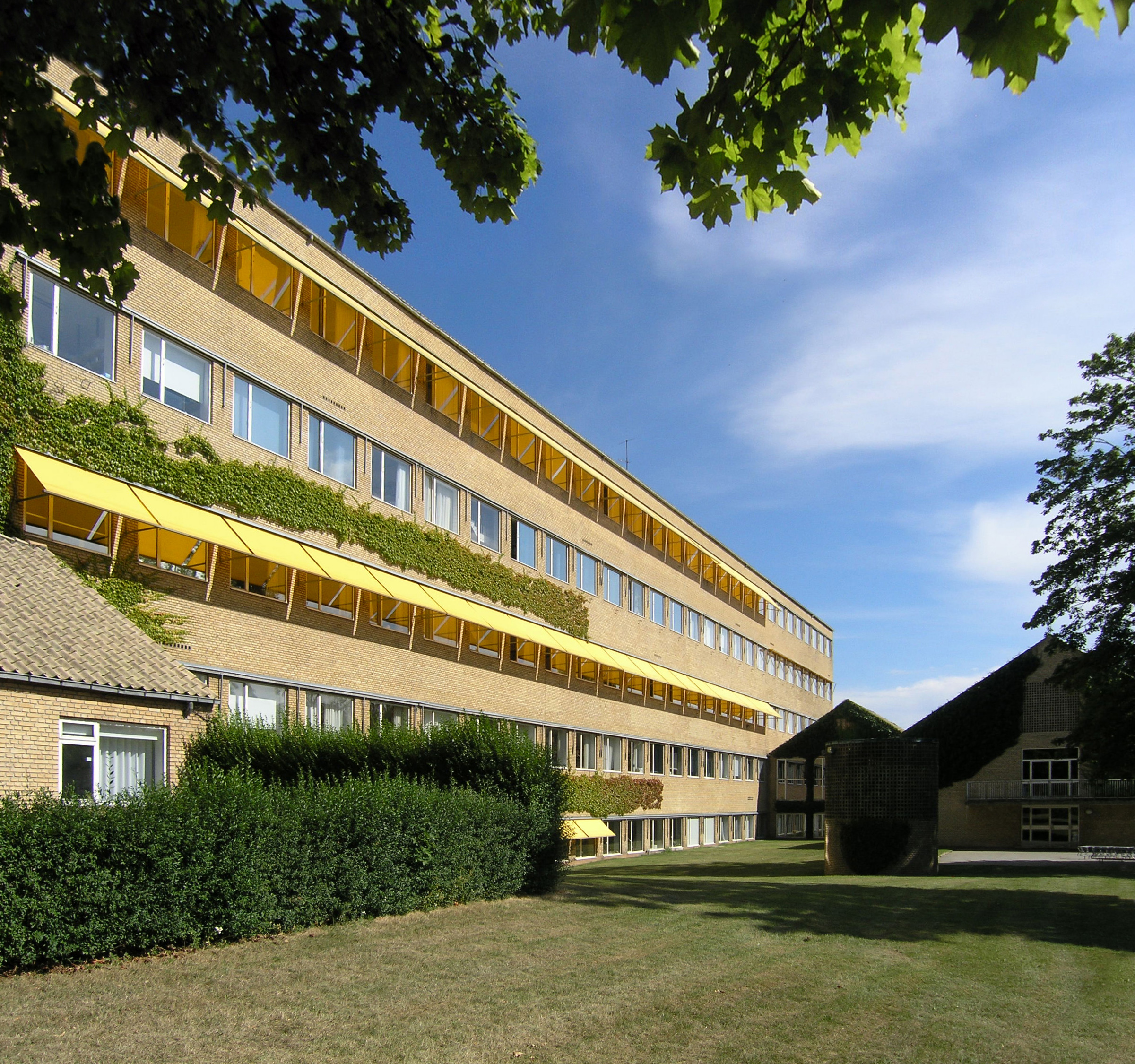
Typická fasáda: budova Bartholin (1971–1974)
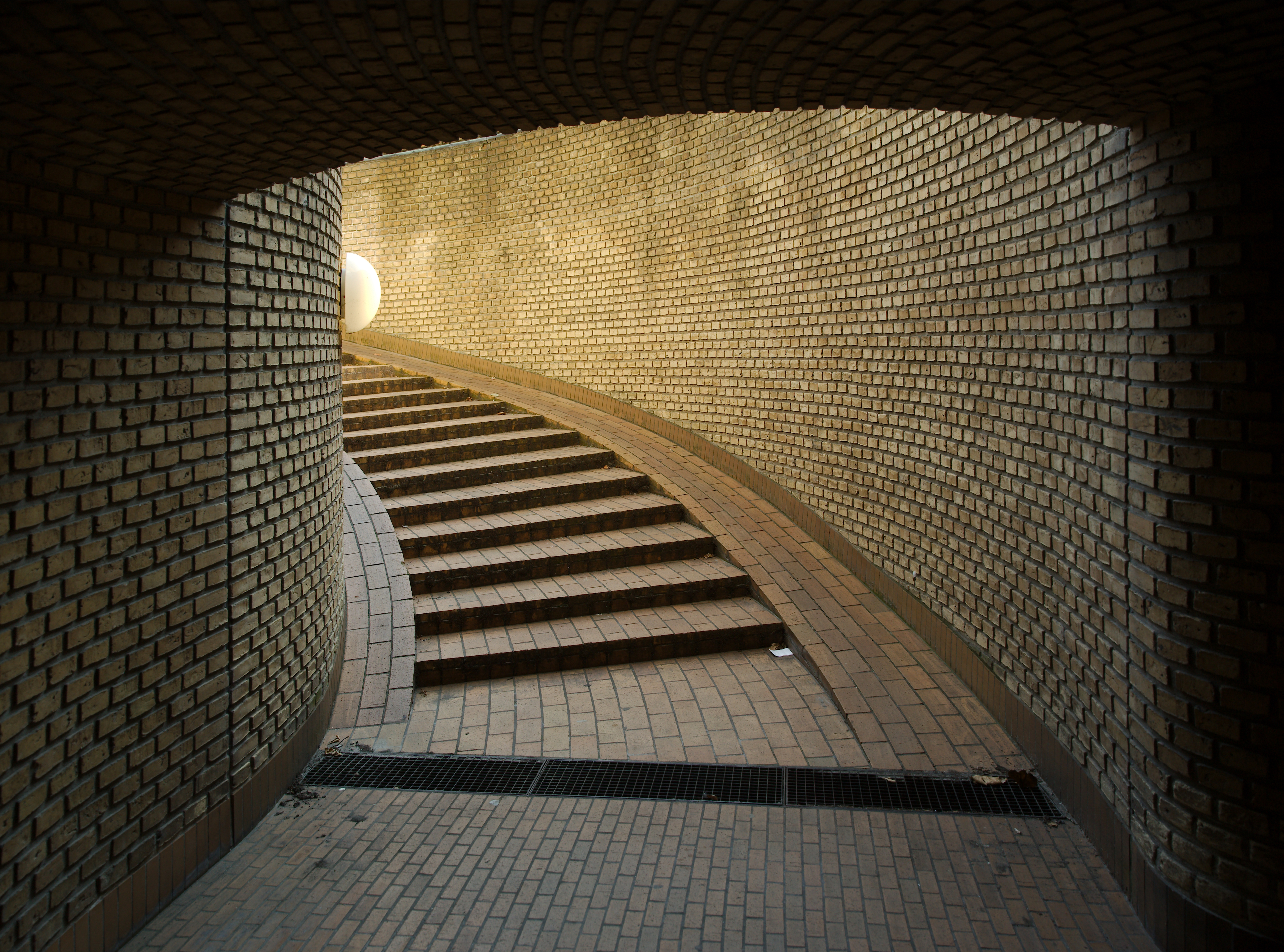
Detail podzemní cesty (1946)
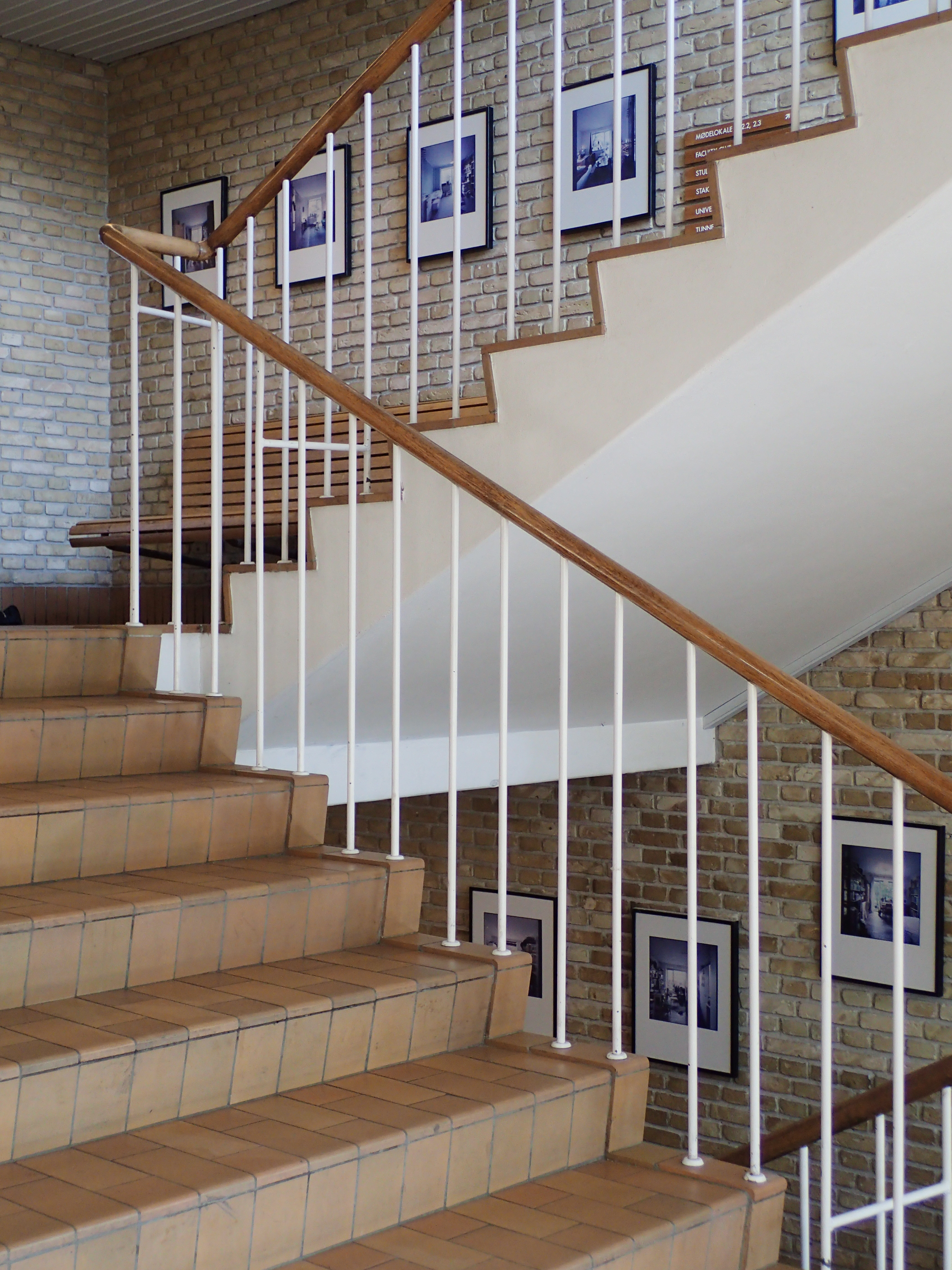
Detail schodů ve studentské koleji

### Krajinářské řešení
Začlenění budov do zvlněného terénu, veřejný univerzitní park a celkové krajinářské řešení navrhl již v původním projektu z roku 1931 krajinářský specialista Carl Theodor Sørensen.

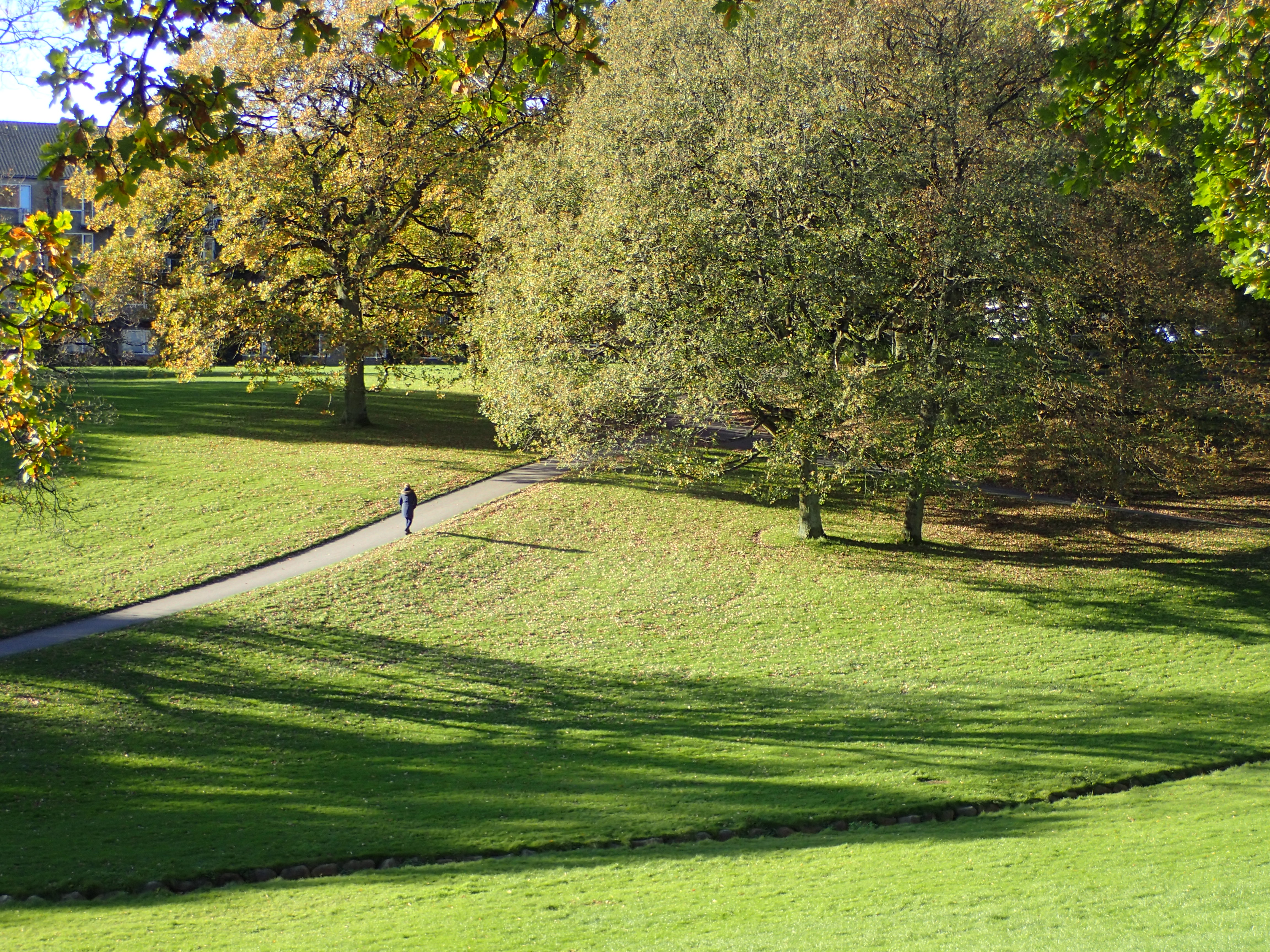
Univerzitní park
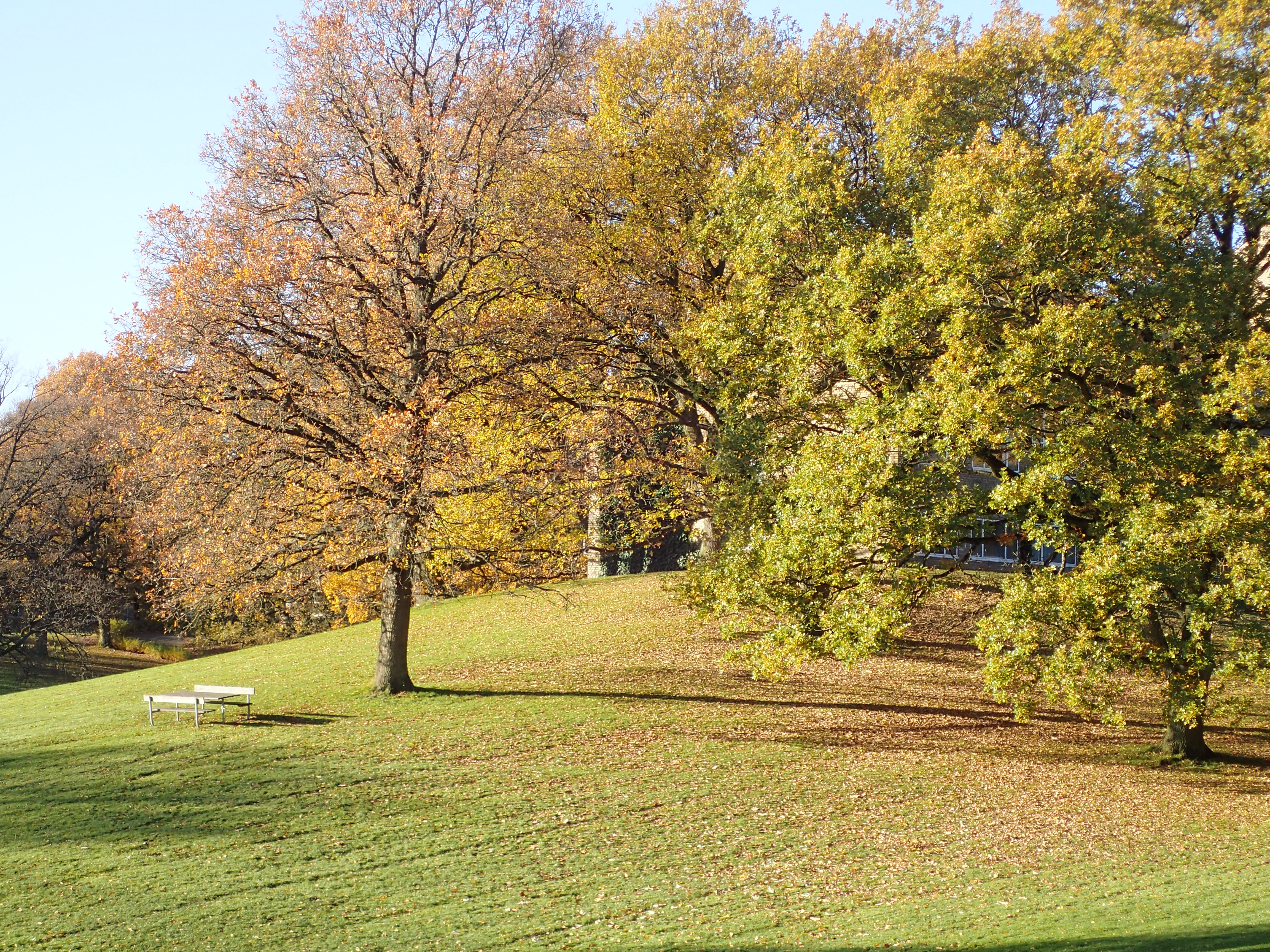
Univerzitní park
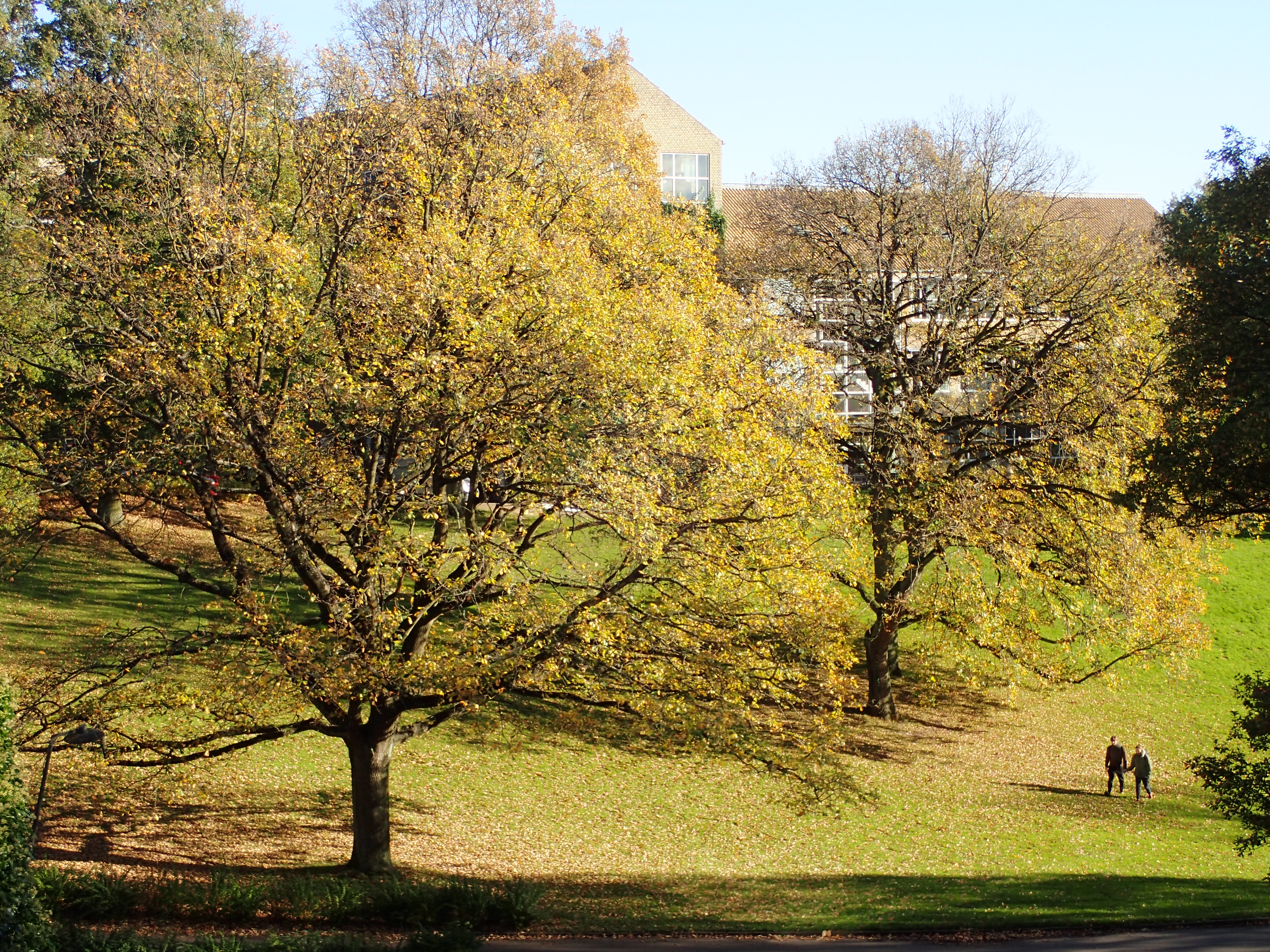
Univerzitní park (v pozadí jedna z budov)
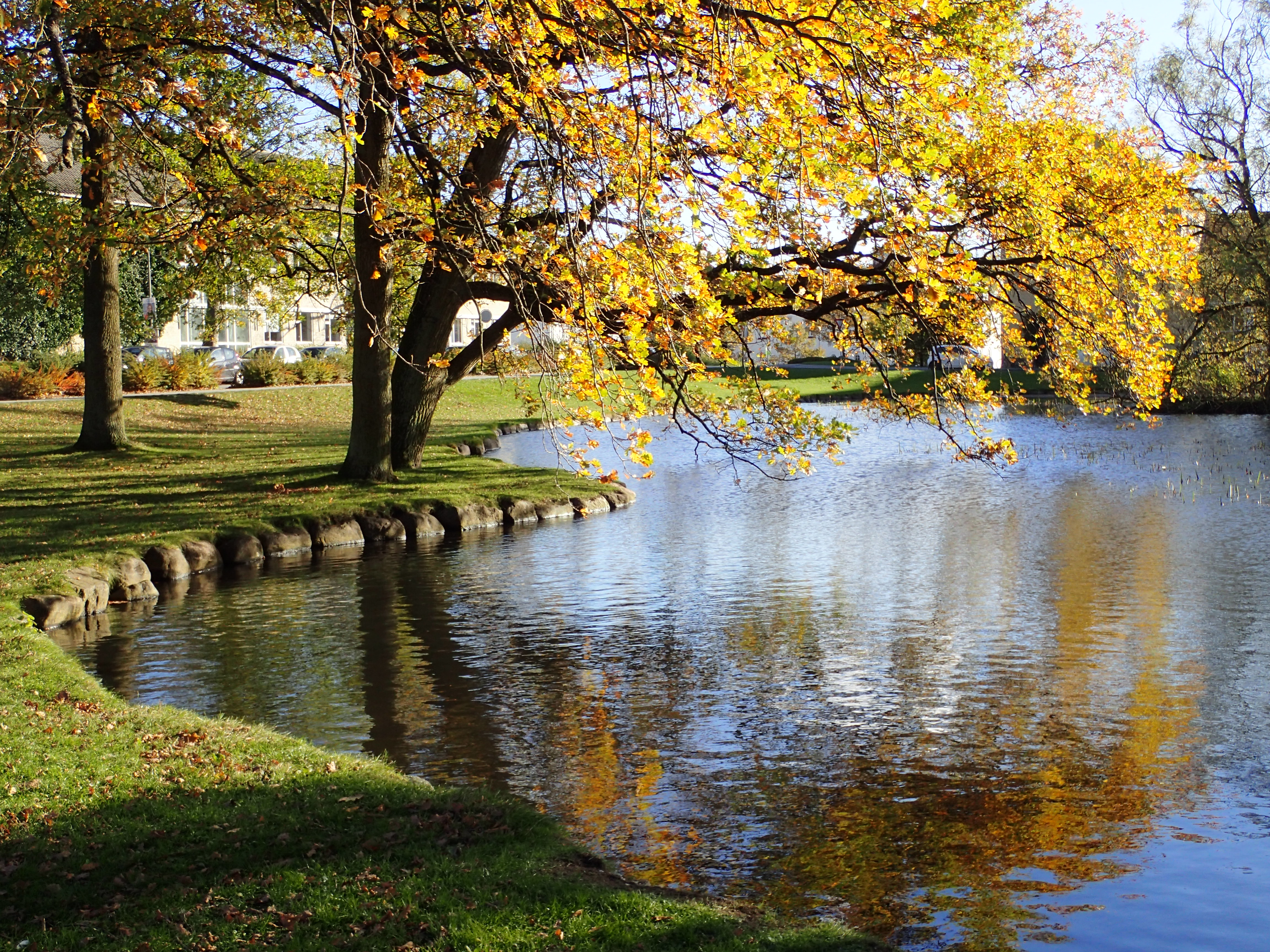
Jezírka a vodní prvky (v pozadí jedna z budov)